# Missulena insignis
Missulena insignis är en spindelart som först beskrevs av O. Pickard-Cambridge 1877.  Missulena insignis ingår i släktet Missulena och familjen Actinopodidae. Inga underarter finns listade i Catalogue of Life.